# Hanna Werblan-Jakubiec
Hanna Werblan-Jakubiec (ur. 13 stycznia 1953 w Warszawie) – polska botaniczka, nauczycielka akademicka, naukowczyni, działaczka na rzecz ochrony przyrody, popularyzatorka wiedzy przyrodniczej, w latach 1987–2018 dyrektorka Ogrodu Botanicznego Uniwersytetu Warszawskiego.

## Życiorys
Córka Andrzeja Werblana i Lidii Werblan z d. Podedwornej. Absolwentka VI Liceum Ogólnokształcącego im. Tadeusza Reytana w Warszawie (1971) i studiów wyższych na Wydziale Biologii Uniwersytetu Warszawskiego, gdzie podjęła pracę jako wykładowca w Instytucie Botaniki. Uzyskała na tym wydziale stopień naukowy doktora, specjalizując się w algologii, florystyce, ochronie roślin i edukacji przyrodniczej. Autorka prac naukowych dotyczących m.in. systematyki zielenic, współautorka podręczników szkolnych. Wieloletnia przedstawicielka Polski we władzach Konwencji Waszyngtońskiej (CITES). W latach 2016–2019 wchodziła w skład Senatu UW.
Członkini Polskiego Towarzystwa Botanicznego. W latach 1998–2020 zasiadała w Państwowej Radzie Ochrony Przyrody. Od 1995 członkini Rady Naukowej Wigierskiego Parku Narodowego, od 2002 jej przewodnicząca, ponownie wybrana na to stanowisko w kadencji 2020–2025. W okresie kierowania Ogrodem Botanicznym UW, w którym zajmowała stanowisko docenta, uczestniczyła m.in. w powołaniu Sąsiedztwa Ujazdów, poza Ogrodem Botanicznym skupiającego Centrum Sztuki Współczesnej Zamek Ujazdowski, Łazienki Królewskie i Stowarzyszenie Mieszkańców Domków Fińskich Jazdów. W 2016 weszła w skład Sekcji Historycznej Wydziału Biologii UW. W 2022 członkini jury finału konkursu Odkrycia – Polskiej Edycji Konkursu Prac Młodych Naukowców Unii Europejskiej (EUCYS).

## Odznaczenia i wyróżnienia
- Złoty Krzyż Zasługi (2004, „za wzorowe, wyjątkowo sumienne wykonywanie obowiązków wynikających z pracy zawodowej”)[19]
- Medal im. Profesora Bolesława Hryniewieckiego nadany przez Polskie Towarzystwo Botaniczne (2004, „za szczególne osiągnięcia edukacyjne i popularyzacyjne z zakresu wiedzy botanicznej w formie wydawnictw książkowych, audycji radiowych i telewizyjnych oraz programów dydaktycznych Ogrodu Botanicznego UW”)[20]
- Medal im. Wiktora Godlewskiego (2019, „za szczególne zasługi w prowadzeniu Ogrodu Botanicznego Uniwersytetu Warszawskiego oraz działania na rzecz ochrony ginących gatunków roślin w Polsce”)[21]
- Odznaka Honorowa Zasłużonego dla Warszawy (2019, na wniosek rektora Uniwersytetu Warszawskiego Marcina Pałysa, który w uzasadnieniu napisał m.in.: „Niewątpliwie zasługą dr Hanny Werblan-Jakubiec, od 1987 roku kierującej Ogrodem Botanicznym UW, ogród dzięki jej działaniom stał się pomostem łączącym Uniwersytet i stolicę. W tym czasie Ogród Botaniczny znowu, jak w czasach międzywojnia, stał się wizytówką Miasta oraz Uniwersytetu”)[2]
- Członkostwo honorowe Rady Ogrodów Botanicznych i Arboretów w Polsce[22]